# Massaker von Calamba
Das Massaker von Calamba war ein Massaker am 1. Februar 1945 in Calamba, in der philippinischen Provinz Laguna, bei dem 2.000, anderen Quellen zufolge 5000 philippinische Zivilisten von japanischen Truppen getötet wurden.
Am 9. Januar 1945 landeten im Zuge der Rückeroberung der Philippinen US-amerikanische Truppen der 6. US-Armee unter Generalleutnant Walter Krueger sowie philippinische und mexikanische Einheiten im Golf von Lingayén auf Luzon. Ihnen gegenüber stand die 14. Regionalarmee der Japanischen Armee. In Calamba befanden sich mehrere japanische Einheiten. In den Tagen vor dem Massaker kamen weitere hinzu. Am 1. Februar sprengte eine japanische Einheit die Zuckerfabrik El Real des Dominikanischen Klosters. Die japanischen Soldaten trieben die Einwohner, Männer, Frauen und Kinder an mehreren Punkten in der Stadt zusammen und töteten sie. Die Stadt wurde vollkommen niedergebrannt. Die Leichen wurden verbrannt und außerhalb der Stadt an verschiedenen Orten vergraben. Fünf Priester, die angebunden von den Japanern zurückgelassen worden waren, überlebten zusammen mit den Zivilisten, welche die Stadt zuvor verlassen hatten.